# Campeonato de Primera División 1925 de la AAmF (Argentina)
El Campeonato de Primera División 1925 de la disidente Asociación Amateurs de Football (AAmF) fue el cuadragésimo cuarto torneo de la Primera División del fútbol argentino. Se disputó desde el 5 de abril hasta el 20 de septiembre. Se jugó un sistema de todos contra todos.
El campeón fue el Racing Club, que consiguió su noveno título sacando el 81% de los puntos.

## Ascensos y descensos
| Pos | Equipo ascendido |
| --- | ---------------- |
| 1.º | Excursionistas   |

| Equipos descendidos en la temporada 1924 |
| ---------------------------------------- |
| No hubo                                  |

De este modo el número de equipos participantes aumentó a 25.

## Tabla de posiciones final
| Pos  | Equipo                  | Pts | PJ | G  | E  | P  | GF | GC | Dif |
| ---- | ----------------------- | --- | -- | -- | -- | -- | -- | -- | --- |
| 1.º  | Racing Club             | 39  | 24 | 15 | 9  | 0  | 40 | 10 | 30  |
| 2.º  | San Lorenzo             | 36  | 24 | 14 | 8  | 2  | 41 | 20 | 21  |
| 3.º  | Sportivo Almagro        | 32  | 24 | 14 | 4  | 6  | 37 | 17 | 20  |
| 4.º  | Platense                | 32  | 24 | 13 | 6  | 5  | 34 | 21 | 13  |
| 5.º  | Estudiantes (LP)        | 30  | 24 | 12 | 6  | 6  | 45 | 31 | 14  |
| 6.º  | Independiente           | 29  | 24 | 11 | 7  | 6  | 29 | 17 | 12  |
| 7.º  | Sportivo Palermo        | 28  | 24 | 10 | 8  | 6  | 32 | 21 | 11  |
| 8.º  | Sportivo Buenos Aires   | 27  | 24 | 11 | 5  | 8  | 39 | 30 | 9   |
| 9.º  | Defensores de Belgrano  | 27  | 24 | 9  | 9  | 6  | 21 | 19 | 2   |
| 10.º | Lanús                   | 27  | 24 | 9  | 9  | 6  | 21 | 19 | 2   |
| 11.º | Liberal Argentino       | 26  | 24 | 9  | 8  | 7  | 19 | 21 | -2  |
| 12.º | Gimnasia y Esgrima (LP) | 23  | 24 | 9  | 5  | 10 | 19 | 24 | -5  |
| 13.º | Quilmes                 | 22  | 24 | 7  | 8  | 9  | 28 | 32 | -4  |
| 14.º | Excursionistas          | 22  | 24 | 7  | 8  | 9  | 17 | 25 | -8  |
| 15.º | Banfield                | 21  | 24 | 7  | 7  | 10 | 20 | 29 | -9  |
| 16.º | Tigre                   | 21  | 24 | 8  | 5  | 11 | 26 | 39 | -13 |
| 17.º | River Plate             | 20  | 24 | 7  | 6  | 11 | 21 | 24 | -3  |
| 18.º | Atlanta                 | 20  | 24 | 6  | 8  | 10 | 19 | 23 | -4  |
| 19.º | Argentino del Sud       | 20  | 24 | 7  | 6  | 11 | 20 | 25 | -5  |
| 20.º | Vélez Sarsfield         | 20  | 24 | 4  | 12 | 8  | 18 | 29 | -11 |
| 21.º | Ferro Carril Oeste      | 19  | 24 | 7  | 5  | 12 | 27 | 37 | -10 |
| 22.º | Barracas Central        | 18  | 24 | 6  | 6  | 12 | 22 | 36 | -14 |
| 23.º | San Isidro              | 16  | 24 | 5  | 6  | 13 | 24 | 30 | -6  |
| 24.º | Estudiantil Porteño     | 14  | 24 | 5  | 4  | 15 | 19 | 33 | -14 |
| 25.º | Estudiantes (BA)        | 11  | 24 | 3  | 5  | 16 | 12 | 38 | -26 |

## Descensos y ascensos
Con los descensos, que le hubieran correspondido a Estudiantil Porteño y a Estudiantes (BA), suprimidos, y el ascenso de Talleres (RdE), el campeonato 1926 contó con 26 participantes.

## Goleadores
| Jugador              | Jugador         | Goles | Equipo         |
| -------------------- | --------------- | ----- | -------------- |
| Bandera de Argentina | Alberto Bellomo | 17    | Estudiantes LP |
| Bandera de Argentina | Adriano Vitali  | 14    | Almagro        |
| Bandera de Argentina | Domingo Lattari | 12    | Almagro        |
| Bandera de Argentina | Rafael Salcedo  | 11    | Tigre          |
| Bandera de Argentina | José Clarke     | 11    | Palermo        |